# Метод Гаусса
Ме́тод Га́усса — классический метод решения системы линейных алгебраических уравнений (СЛАУ). Назван в честь немецкого математика Карла Фридриха Гаусса. Это метод последовательного исключения переменных, когда с помощью элементарных преобразований система уравнений приводится к равносильной системе правого верхнего (традиционного), правого нижнего, левого верхнего или левого  нижнего треугольного вида, из которой последовательно, начиная с последних или c первых (по номеру), находятся все переменные системы.

## История
Хотя в настоящее время данный метод повсеместно называется методом Гаусса, он был известен и до К. Ф. Гаусса. Первое известное описание данного метода — в китайском трактате «Математика в девяти книгах».

## Описание метода
Пусть исходная система выглядит следующим образом:
{\displaystyle \left\{{\begin{array}{lcr}a_{11}x_{1}+\ldots +a_{1n}x_{n}&=&b_{1}\\\ldots &&\\a_{m1}x_{1}+\ldots +a_{mn}x_{n}&=&b_{m}\\\end{array}}\right.}
Её можно записать в матричном виде:
{\displaystyle Ax=b,}
где
{\displaystyle A=\left({\begin{array}{ccc}a_{11}&\ldots &a_{1n}\\\ldots &&\\a_{m1}&\ldots &a_{mn}\end{array}}\right),\quad x=\left({\begin{array}{c}x_{1}\\\vdots \\x_{n}\end{array}}\right),\quad b=\left({\begin{array}{c}b_{1}\\\vdots \\b_{m}\end{array}}\right).\quad (1)}
Матрица {\displaystyle A} называется основной матрицей системы, {\displaystyle b} — столбцом свободных членов.
Тогда, согласно свойству элементарных преобразований над строками, основную матрицу этой системы можно привести к ступенчатому виду (эти же преобразования нужно применять к столбцу свободных членов):
{\displaystyle \left\{{\begin{array}{rcl}\alpha _{1j_{1}}x_{j_{1}}+\alpha _{1j_{2}}x_{j_{2}}+\ldots +\alpha _{1j_{r}}x_{j_{r}}+\ldots +\alpha _{1j_{n}}x_{j_{n}}&=&\beta _{1}\\\alpha _{2j_{2}}x_{j_{2}}+\ldots +\alpha _{2j_{r}}x_{j_{r}}+\ldots +\alpha _{2j_{n}}x_{j_{n}}&=&\beta _{2}\\&\ldots &\\\alpha _{rj_{r}}x_{j_{r}}+\ldots +\alpha _{rj_{n}}x_{j_{n}}&=&\beta _{r}\\0&=&\beta _{r+1}\\&\ldots &\\0&=&\beta _{m}\end{array}}\right.,}
где {\displaystyle \alpha _{1j_{1}},\ldots ,\alpha _{rj_{r}}\neq 0.}
При этом будем считать, что базисный минор (ненулевой минор максимального порядка) основной матрицы находится в верхнем левом углу, то есть в него входят только коэффициенты при переменных {\displaystyle x_{j_{1}},\ldots ,x_{j_{r}}}.
Тогда переменные {\displaystyle x_{j_{1}},\ldots ,x_{j_{r}}} называются главными переменными. Все остальные называются свободными.
Если хотя бы одно число {\displaystyle \beta _{i}\neq 0}, где {\displaystyle i>r}, то рассматриваемая система несовместна, т. е. у неё нет ни одного решения.
Пусть {\displaystyle \beta _{i}=0} для любых {\displaystyle i>r}.
Перенесём свободные переменные за знаки равенств и поделим каждое из уравнений системы на свой коэффициент при самом левом {\displaystyle x} ({\displaystyle \alpha _{ij_{i}},\,i=1,\ldots ,r}, где {\displaystyle i} — номер строки):
{\displaystyle \left\{{\begin{array}{rcc}x_{j_{1}}+{\widehat {\alpha }}_{1j_{2}}x_{j_{2}}+\ldots +{\widehat {\alpha }}_{1j_{r}}x_{j_{r}}&=&{\widehat {\beta }}_{1}-{\widehat {\alpha }}_{1j_{r+1}}x_{j_{r+1}}-\ldots -{\widehat {\alpha }}_{1j_{n}}x_{j_{n}}\\x_{j_{2}}+\ldots +{\widehat {\alpha }}_{2j_{r}}x_{j_{r}}&=&{\widehat {\beta }}_{2}-{\widehat {\alpha }}_{2j_{r+1}}x_{j_{r+1}}-\ldots -{\widehat {\alpha }}_{2j_{n}}x_{j_{n}}\\&\ldots &\\x_{j_{r}}&=&{\widehat {\beta }}_{r}-{\widehat {\alpha }}_{rj_{r+1}}x_{j_{r+1}}-\ldots -{\widehat {\alpha }}_{rj_{n}}x_{j_{n}}\\\end{array}}\right.,\qquad {\widehat {\beta }}_{i}={\frac {\beta _{i}}{\alpha _{ij_{i}}}},\quad {\widehat {\alpha }}_{ij_{k}}={\frac {\alpha _{ij_{k}}}{\alpha _{ij_{i}}}}\quad (2)},
где {\displaystyle i=1,\ldots ,r,\quad k=i+1,\ldots ,n.}
Если свободным переменным системы (2) придавать все возможные значения и решать новую систему относительно главных неизвестных снизу вверх (то есть от нижнего уравнения к верхнему), то мы получим все решения этой СЛАУ. Так как эта система получена путём элементарных преобразований над исходной системой (1), то по теореме об эквивалентности при элементарных преобразованиях системы (1) и (2) эквивалентны, то есть множества их решений совпадают.
|  | Следствия: 1: Если в совместной системе все переменные главные, то такая система является определённой. 2: Если количество переменных в системе превосходит число уравнений, то такая система является либо неопределённой, либо несовместной. |

### Критерий совместности
Упомянутое выше условие {\displaystyle \beta _{i}=0} для всех {\displaystyle i>r} может быть сформулировано в качестве необходимого и достаточного условия совместности:
Напомним, что рангом совместной системы называется ранг её основной матрицы (либо расширенной, так как они равны).
|  | Теорема Кронекера — Капелли. Система совместна тогда и только тогда, когда ранг её основной матрицы равен рангу её расширенной матрицы. Следствия: - Количество главных переменных равно рангу системы и не зависит от её решения. - Если ранг совместной системы равен числу переменных данной системы, то она определена. |

### Алгоритм
Блок-схема представлена на рисунке. Данный рисунок — адаптированный для написания программы на языке C/C++, где a — расширенная матрица, последний столбец в которой — столбец свободных членов. Количество строк — n. 

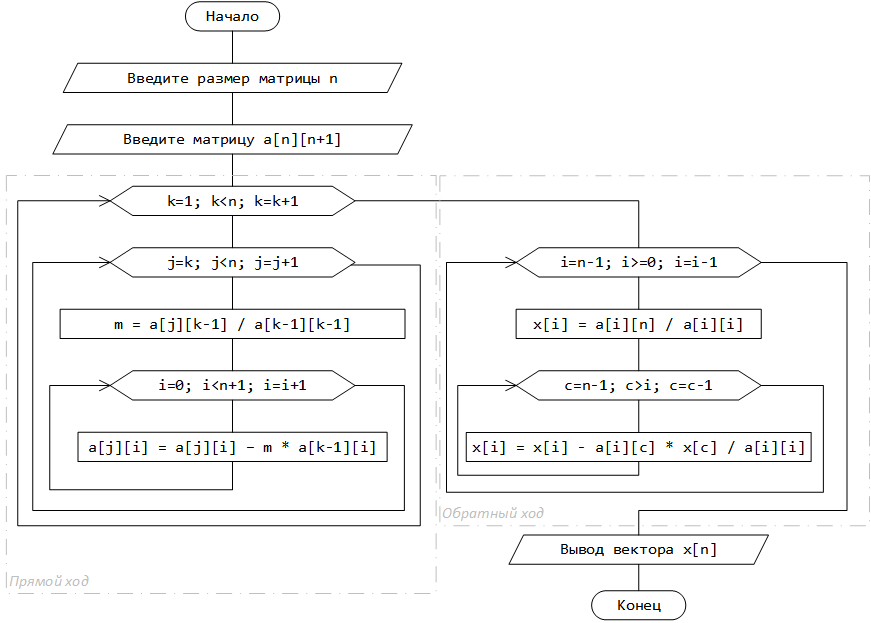
Алгоритм Гаусса для решения СЛАУ

#### Описание
Алгоритм решения СЛАУ методом Гаусса подразделяется на два этапа.
- На первом этапе осуществляется так называемый прямой ход, когда путём элементарных преобразований над строками систему приводят к ступенчатой или треугольной форме, либо устанавливают, что система несовместна. Для этого среди элементов первого столбца матрицы выбирают ненулевой, перемещают содержащую его строку в крайнее верхнее положение, делая эту строку первой. Далее ненулевые элементы первого столбца всех нижележащих строк обнуляются путём вычитания из каждой строки первой строки, домноженной на отношение первого элемента этих строк к первому элементу первой строки. После того, как указанные преобразования были совершены, первую строку и первый столбец мысленно вычёркивают и продолжают, пока не останется матрица нулевого размера. Если на какой-то из итераций среди элементов первого столбца не нашёлся ненулевой, то переходят к следующему столбцу и проделывают аналогичную операцию.
- На втором этапе осуществляется так называемый обратный ход, суть которого заключается в том, чтобы выразить все получившиеся базисные переменные через небазисные и построить фундаментальную систему решений, либо, если все переменные являются базисными, то выразить в численном виде единственное решение системы линейных уравнений. Эта процедура начинается с последнего уравнения, из которого выражают соответствующую базисную переменную (а она там всего одна) и подставляют в предыдущие уравнения, и так далее, поднимаясь по «ступенькам» наверх. Каждой строчке соответствует ровно одна базисная переменная, поэтому на каждом шаге, кроме последнего (самого верхнего), ситуация в точности повторяет случай последней строки.

Метод Гаусса требует {\displaystyle O(n^{3})} арифметических операций.
Этот метод опирается на:
|  | Теорема (о приведении матриц к ступенчатому виду). Любую матрицу путём элементарных преобразований только над строками можно привести к ступенчатому виду. |

#### Простейший случай
В простейшем случае алгоритм выглядит так: 

{\displaystyle \left\{{\begin{array}{lcc}a_{11}\cdot x_{1}+a_{12}\cdot x_{2}+\ldots +a_{1n}\cdot x_{n}&=b_{1}&(1)\\a_{21}\cdot x_{1}+a_{22}\cdot x_{2}+\ldots +a_{2n}\cdot x_{n}&=b_{2}&(2)\\\ldots &&\\a_{m1}\cdot x_{1}+a_{m2}\cdot x_{2}+\ldots +a_{mn}\cdot x_{n}&=b_{m}&(m)\end{array}}\right.}
- Прямой ход:

{\displaystyle {\begin{array}{ccc}(2)\to (2)-(1)\cdot ({\frac {a_{21}}{a_{11}}})&:&a_{22}^{\prime }\cdot x_{2}+a_{23}^{\prime }\cdot x_{3}+\ldots +a_{2n}^{\prime }\cdot x_{n}=b_{2}^{\prime }\\(3)\to (3)-(1)\cdot ({\frac {a_{31}}{a_{11}}})&:&a_{32}^{\prime }\cdot x_{2}+a_{33}^{\prime }\cdot x_{3}+\ldots +a_{3n}^{\prime }\cdot x_{n}=b_{3}^{\prime }\\\ldots &&\\(m)\to (m)-(1)\cdot ({\frac {a_{m1}}{a_{11}}})&:&a_{m2}^{\prime }\cdot x_{2}+a_{m3}^{\prime }\cdot x_{3}+\ldots +a_{mn}^{\prime }\cdot x_{n}=b_{n}^{\prime }\\(3)\to (3)-(2)\cdot ({\frac {a_{32}^{\prime }}{a_{22}^{\prime }}})&:&a_{33}^{\prime \prime }\cdot x_{3}+\ldots +a_{3n}^{\prime \prime }\cdot x_{n}=b_{3}^{\prime \prime }\\\ldots &&\\(m)\to (m)-(m-1)\cdot ({\frac {a_{m,n-1}^{(m-2)}}{a_{m-1,n-1}^{(m-2)}}})&:&a_{mm}^{(m-1)}\cdot x_{m}+\ldots +a_{mn}^{(m-1)}\cdot x_{n}=b_{m}^{(m-1)}\end{array}}}
(В 1966 году Барейс предложил алгоритм приведения матрицы СЛАУ с целочисленными коэффициентами к треугольному виду вообще без использования операции деления, который применим и для чисел с плавающей точкой. Сложность алгоритма такая же, как и в методе Гаусса - O(n3), но с уменьшением максимальных величин коэффициентов матрицы и медленнее.)
- Обратный ход. Из последнего ненулевого уравнения выражаем базисную переменную через небазисные и подставляем в предыдущие уравнения. Повторяя эту процедуру для всех базисных переменных, получаем фундаментальное решение.

(Обратный ход можно выполнить и методом Гаусса-Жордана, но медленнее.)

### Пример
Покажем, как методом Гаусса можно решить следующую систему:
{\displaystyle \left\{{\begin{array}{ccc}2x+y-z&=&8\\-3x-y+2z&=&-11\\-2x+y+2z&=&-3\end{array}}\right.}
Обнулим коэффициенты при {\displaystyle x} во второй и третьей строчках. Для этого прибавим к ним первую строчку, умноженную на {\displaystyle \textstyle {\frac {3}{2}}} и {\displaystyle 1}, соответственно:
{\displaystyle \left\{{\begin{array}{rcc}2x+y-z&=&8\\{\frac {1}{2}}y+{\frac {1}{2}}z&=&1\\2y+z&=&5\end{array}}\right.}
Теперь обнулим коэффициент при {\displaystyle y} в третьей строке, вычтя из неё вторую строку, умноженную на {\displaystyle 4}:
{\displaystyle \left\{{\begin{array}{rcc}2x+y-z&=&8\\{\frac {1}{2}}y+{\frac {1}{2}}z&=&1\\-z&=&1\\\end{array}}\right.}
В результате мы привели исходную систему к треугольному виду, тем самым закончив первый этап алгоритма.
На втором этапе разрешим полученные уравнения в обратном порядке. Имеем: 

{\displaystyle z=-1} из третьего;
{\displaystyle y=3} из второго, подставив полученное {\displaystyle z}
{\displaystyle x=2} из первого, подставив полученные {\displaystyle z} и {\displaystyle y}.
Таким образом, исходная система решена.
В случае, если число уравнений в совместной системе получилось меньше числа неизвестных, ответ будет записываться в виде фундаментальной системы решений.

## Реализация алгоритма на языке программирования C#
```
namespace
 
Gauss_Method

{

    
class
 
Maths

    
{

        
/// <summary>

        
/// Метод Гаусса (Решение СЛАУ)

        
/// </summary>

        
/// <param name="Matrix">Начальная матрица</param>

        
/// <returns></returns>

        
public
 
static
 
double
[]
 
Gauss
(
double
[,]
 
Matrix
)

        
{

            
int
 
n
 
=
 
Matrix
.
GetLength
(
0
);
 
//Размерность начальной матрицы (строки)

            
double
[,]
 
Matrix_Clone
 
=
 
new
 
double
[
n
,
 
n
 
+
 
1
];
 
//Матрица-дублер

            
for
 
(
int
 
i
 
=
 
0
;
 
i
 
<
 
n
;
 
i
++
)

                
for
 
(
int
 
j
 
=
 
0
;
 
j
 
<
 
n
 
+
 
1
;
 
j
++
)

                    
Matrix_Clone
[
i
,
 
j
]
 
=
 
Matrix
[
i
,
 
j
];

            
// Прямой ход (Зануление нижнего левого угла)

            
for
 
(
int
 
k
 
=
 
0
;
 
k
 
<
 
n
;
 
k
++
)
 
//k-номер строки

            
{

                
for
 
(
int
 
i
 
=
 
0
;
 
i
 
<
 
n
 
+
 
1
;
 
i
++
)
 
//i-номер столбца

                    
Matrix_Clone
[
k
,
 
i
]
 
=
 
Matrix_Clone
[
k
,
 
i
]
 
/
 
Matrix
[
k
,
 
k
];
 
//Деление k-строки на первый член !=0 для преобразования его в единицу

                
for
 
(
int
 
i
 
=
 
k
 
+
 
1
;
 
i
 
<
 
n
;
 
i
++
)
 
//i-номер следующей строки после k

                
{

                    
double
 
K
 
=
 
Matrix_Clone
[
i
,
 
k
]
 
/
 
Matrix_Clone
[
k
,
 
k
];
 
//Коэффициент

                    
for
 
(
int
 
j
 
=
 
0
;
 
j
 
<
 
n
 
+
 
1
;
 
j
++
)
 
//j-номер столбца следующей строки после k

                        
Matrix_Clone
[
i
,
 
j
]
 
=
 
Matrix_Clone
[
i
,
 
j
]
 
-
 
Matrix_Clone
[
k
,
 
j
]
 
*
 
K
;
 
//Зануление элементов матрицы ниже первого члена, преобразованного в единицу

                
}

                
for
 
(
int
 
i
 
=
 
0
;
 
i
 
<
 
n
;
 
i
++
)
 
//Обновление, внесение изменений в начальную матрицу

                    
for
 
(
int
 
j
 
=
 
0
;
 
j
 
<
 
n
 
+
 
1
;
 
j
++
)

                        
Matrix
[
i
,
 
j
]
 
=
 
Matrix_Clone
[
i
,
 
j
];

            
}

            
// Обратный ход (Зануление верхнего правого угла)

            
for
 
(
int
 
k
 
=
 
n
 
-
 
1
;
 
k
 
>
 
-
1
;
 
k
--
)
 
//k-номер строки

            
{

                
for
 
(
int
 
i
 
=
 
n
;
 
i
 
>
 
-
1
;
 
i
--
)
 
//i-номер столбца

                    
Matrix_Clone
[
k
,
 
i
]
 
=
 
Matrix_Clone
[
k
,
 
i
]
 
/
 
Matrix
[
k
,
 
k
];

                
for
 
(
int
 
i
 
=
 
k
 
-
 
1
;
 
i
 
>
 
-
1
;
 
i
--
)
 
//i-номер следующей строки после k

                
{

                    
double
 
K
 
=
 
Matrix_Clone
[
i
,
 
k
]
 
/
 
Matrix_Clone
[
k
,
 
k
];

                    
for
 
(
int
 
j
 
=
 
n
;
 
j
 
>
 
-
1
;
 
j
--
)
 
//j-номер столбца следующей строки после k

                        
Matrix_Clone
[
i
,
 
j
]
 
=
 
Matrix_Clone
[
i
,
 
j
]
 
-
 
Matrix_Clone
[
k
,
 
j
]
 
*
 
K
;

                
}

            
}

            
// Отделяем от общей матрицы ответы

            
double
[]
 
Answer
 
=
 
new
 
double
[
n
];

            
for
 
(
int
 
i
 
=
 
0
;
 
i
 
<
 
n
;
 
i
++
)

                
Answer
[
i
]
 
=
 
Matrix_Clone
[
i
,
 
n
];

            
return
 
Answer
;

        
}

    
}

}

```

## Реализация алгоритма на языке программирования BorlandTurbo Basic
С приведением матрицы коэффициентов к правому верхнему треугольному виду и вычислением корней в обратном порядке, от X[N] до X[1]:
```
CLS

COLOR
 
10

DATA
 
3

DATA
 
4.00
,
  
0.24
,
 
-0.08
,
   
8

DATA
 
0.09
,
  
3.00
,
 
-0.15
,
   
9

DATA
 
0.04
,
 
-0.08
,
  
4.00
,
  
20

'X[1]=1.909198, X[2]=3.194954, X[3]=5.044807

05
 
PRINT
 
"Reshenie sistemy iz N lineynyh uravneniy metodom Gaussa"

10
 
'INPUT "Chislo uravneniy N=";N

   
READ
 
N

20
 
DIM
 
A[N,N],B[N],X[N]

'1. Vvod

30
 
FOR
 
I
=
1
 
TO
 
N

     
'PRINT USING "## Vvod koef. uravneniya ";I

40
   
FOR
 
J
=
1
 
TO
 
N

       
'INPUT A[I,J]

       
READ
 
A
[
I
,
J
]

       
PRINT
 
USING
 
"##.##  "
;
A
[
I
,
J
],

50
   
NEXT
 
J

     
'INPUT B[I]

     
READ
 
B
[
I
]

     
PRINT
 
USING
 
"##.##"
;
B
[
I
]

   
NEXT
 
I

'2. Pryamoy hod

60
 
FOR
 
I
=
1
 
TO
 
N
-1

     
FOR
 
J
=
I
+
1
 
TO
 
N

70
     
A
[
J
,
I
]
=-
A
[
J
,
I
]
/
A
[
I
,
I
]

       
FOR
 
K
=
I
+
1
 
TO
 
N

80
       
A
[
J
,
K
]
=
A
[
J
,
K
]
+
A
[
J
,
I
]
*
A
[
I
,
K
]

       
NEXT
 
K

90
     
B
[
J
]
=
B
[
J
]
+
A
[
J
,
I
]
*
B
[
I
]

     
NEXT
 
J

   
NEXT
 
I

100
 
X
[
N
]
=
B
[
N
]
/
A
[
N
,
N
]

'3. Obratnyi hod

110
 
FOR
 
I
=
N
-1
 
TO
 
1
 
STEP
 
-1

      
H
=
B
[
I
]

120
   
FOR
 
J
=
I
+
1
 
TO
 
N

        
H
=
H
-
X
[
J
]
*
A
[
I
,
J
]

      
NEXT
 
J

130
   
X
[
I
]
=
H
/
A
[
I
,
I
]

    
NEXT
 
I

'4. Vyvod

140
 
PRINT
 
"Korni sistemy uravneniy"

150
 
FOR
 
I
=
1
 
TO
 
N

      
PRINT
 
USING
 
"X[##]=##.######"
;
I
,
X
[
I
]

160
 
NEXT
 
I

    
END

�

```

С приведением матрицы коэффициентов к левому нижнему треугольному виду и вычислением корней в естественном прямом порядке, от X[1] до X[N]:
```
CLS

COLOR
 
10

DATA
 
3

DATA
 
3
,
  
2
,
 
-1
,
  
4

DATA
 
2
,
 
-1
,
  
5
,
 
23

DATA
 
1
,
  
7
,
 
-1
,
  
5

'X[1]=2.0, X[2]=1.0, X[3]=4.0

PRINT
 
"Reshenie sistemy iz N lineynyh uravneniy prosteishim metodom Gaussa"

PRINT
 
"s nigney levoy treugolxnoy matricey"

READ
 
N
 
'Chislo uravneniy

DIM
 
A[N,N+1],X[N]

PRINT

'1. Vvod -------------------------

PRINT
 
"Koefficienty sistemy uravneniy"

FOR
 
I
=
1
 
TO
 
N

  
FOR
 
J
=
1
 
TO
 
N
+
1

    
READ
 
A
[
I
,
J
]

    
PRINT
 
USING
 
"###.##  "
;
A
[
I
,
J
],

  
NEXT
 
J

  
PRINT

NEXT
 
I

PRINT

'2. Pryamoy hod i vyvod X[1]

FOR
 
L
=
0
 
TO
 
N
-2

  
FOR
 
I
=
1
 
TO
 
N
-1
-
L

    
K
=
A
[
I
,
N
-
L
]
/
A
[
N
-
L
,
N
-
L
]

    
FOR
 
J
=
1
 
TO
 
N
+
1

      
A
[
I
,
J
]
=
A
[
I
,
J
]
-
A
[
N
-
L
,
J
]
*
K

    
NEXT
 
J
,
I
,
L

PRINT
 
"Nignyaya levaya treugolxnaya matrica"

GOSUB
 
MATVYV

PRINT

PRINT
 
"Korny sistemy uravneniy"

X
[
1
]
=
A
[
1
,
N
+
1
]
/
A
[
1
,
1
]

PRINT
 
USING
 
"X[ 1]=###.######"
;
X
[
1
]

'3. Obratnyi hod i vyvod X[I], I>1

FOR
 
I
=
2
 
TO
 
N

  
H
=
A
[
I
,
N
+
1
]

  
FOR
 
J
=
1
 
TO
 
I
-1

    
H
=
H
-
A
[
I
,
J
]
*
X
[
J
]

  
NEXT
 
J

  
X
[
I
]
=
H
/
A
[
I
,
I
]

  
PRINT
 
USING
 
"X[##]=###.######"
;
I
,
X
[
I
]

NEXT
 
I

END

MATVYV:

FOR
 
I
=
1
 
TO
 
N

  
FOR
 
J
=
1
 
TO
 
N
+
1

    
PRINT
 
USING
 
"###.######  "
;
A
[
I
,
J
];

  
NEXT
 
J

  
PRINT

NEXT
 
I

RETURN

�

```

## Применение и модификации
Помимо аналитического решения СЛАУ, метод Гаусса также применяется для:
- нахождения матрицы, обратной к данной (к матрице справа приписывается единичная такого же размера, что и исходная: {\displaystyle [A|E]}, после чего {\displaystyle A} приводится к виду единичной матрицы методом Гаусса—Жордана; в результате на месте изначальной единичной матрицы справа оказывается обратная к исходной матрица: {\displaystyle [E|A^{-1}]});
- определения ранга матрицы (согласно следствию из теоремы Кронекера — Капелли ранг матрицы равен числу её главных переменных);
- численного решения СЛАУ в технических приложениях (для уменьшения погрешности вычислений используется Метод Гаусса с выделением главного элемента, суть которого заключена в том, чтобы на каждом шаге в качестве главной переменной выбирать ту, при которой среди оставшихся после вычёркивания очередных строк и столбцов стоит максимальный по модулю коэффициент).

## Достоинства метода
- Для матриц ограниченного размера — менее трудоёмкий по сравнению с другими методами.
- Позволяет однозначно установить, совместна система или нет, и если совместна, найти её решение.
- Позволяет найти максимальное число линейно независимых уравнений — ранг матрицы системы[5].

## Устойчивость метода Гаусса
Метод Гаусса для плохо обусловленных матриц коэффициентов является вычислительно неустойчивым. Например, для  матриц Гильберта метод приводит к очень большим ошибкам даже при небольшой размерности этих матриц. Уменьшить вычислительную ошибку можно с помощью метода Гаусса с выделением главного элемента, который является условно устойчивым. Широкое применение метода Гаусса связано с тем, что плохо обусловленные матрицы встречаются на практике относительно редко.

## Неоптимальность метода Гаусса
В 1969 году Штрассен доказал, что большие матрицы можно перемножить за время {\displaystyle O(n^{\log _{2}{7}})\approx O(n^{2{,}81})}. Отсюда вытекает, что обращение матриц и решение СЛАУ можно осуществлять алгоритмами асимптотически более быстрыми по порядку, чем метод Гаусса. Таким образом, для больших СЛАУ метод Гаусса не оптимален по скорости.